# Wayne világa 2.
A Wayne világa 2. (eredeti cím: Wayne's World 2) 1993-ban bemutatott amerikai filmvígjáték, zenés film, amely a Saturday Night Live című szkeccsműsor alapján készült, az 1992-ben bemutatott Wayne világa című film folytatása. A főszerepekben Mike Myers és Dana Carvey láthatóak. A mozifilm készítője az NBC Films, a forgalmazója a Paramount Pictures, a magyar változat forgalmazója az UIP-Dunafilm.
Amerikában 1993. december 10-én, Magyarországon 1994. május 12-én mutatták be a mozikban.

## Cselekmény
Wayne Campbell és Garth Algar most saját tévéműsoruk, a Wayne's World házigazdái, amit egy elhagyatott gyárból sugároznak, az Illinois állambeli Aurorában. Egy Aerosmith-koncert után Wayne álmot lát, amelyben Jim Morrisonnal és egy „furcsa meztelen indiánnal” találkozik a sivatagban. Morrison meggyőzi Wayne-t, hogy az ő végzete egy nagy zenei fesztivál megszervezése. Wayne és Garth a koncertjüket Waynestock-nak nevezik el (utalás a „Woodstocki fesztivál”-ra), és felbérelik Morrison egykori roadját, Del Prestont a szervezés intézésével. Próbálkozásaik, hogy zenekarokat szerezzenek és jegyeket adjanak el, kudarcba fulladnak, és Wayne már azon tűnődik, hogy erőfeszítéseik hiábavalóak.
Cassandra, Wayne barátnője és a Crucial Taunt zenekar énekesnője új producert kap, Bobby Cahn személyében, aki megpróbálja távol tartani őt Wayne-től és Illinois-tól. Garth találkozik egy gyönyörű nővel, Honey Hornée-vel. Miután Wayne beismeri, hogy kémkedett utána, mert gyanakszik Bobby indítékaira, Cassandra szakít vele, és eljegyzi Bobbyt. Honey Hornée megpróbálja manipulálni Garth-ot, hogy megölje a volt férjét, de Garth véget vet a kapcsolatuknak.
A Waynestockra végül minden jegy elkel, de egyetlen zenekar sem jelenik meg. Garth-ot otthagyva, hogy csendben tartsa a felbolydult tömeget, Wayne félbeszakítja Cassandra esküvőjét, vele együtt elmenekül a szertartásról, és együtt térnek vissza, egy a Diploma előtt c. film végéhez hasonló jelenetben. Eközben Garth a koncert alatt lámpalázban szenved. Wayne visszatérve felfedezi, hogy a zenekarok nem érkeztek meg.
Az alvás pusztaságában Wayne és Garth konzultál Morrisonnal, aki azt mondja, hogy a zenekarok nem jönnek, de csak az számít, hogy megpróbálták. Mivel nem tudnak visszatérni Waynestockba, eltévednek a sivatagban, és éhezni kezdenek. Mivel ezt elfogadhatatlannak találják, Wayne és Garth eljátsszák a Thelma és Louise c. film befejezését, és autójukkal egy sziklának hajtanak, miközben megpróbálják megtalálni a bandákat. Végül Wayne és Garth beismeri, hogy a filmet az általános happy enddel kell befejezniük, amelyben a bandák megérkeznek, és a Waynestock sikeres lesz. Morrison elmondja Wayne-nek, hogy meg kellett szerveznie a Waynestockot, hogy megtanulja, Cassandra olyannak szereti, amilyen, és hogy a felnőttkor megköveteli, hogy az ember felelősségteljes legyen, ugyanakkor képes legyen megtalálni a szórakozást az életben. Bobby megérkezik Waynestockba, hogy kövesse Cassandrát, de nem engedik be.
A stáblista közepén látható jelenetben az egész parkot elborítja a koncertről származó szemét. A „furcsa meztelen indián” sírni kezd, de örül, amikor Wayne és Garth megígérik, hogy kitakarítják a parkot.

## Szereplők
Zárójelben a magyar szinkronhang.
- Mike Myers – Wayne Campbell (Geszti Péter)
- Dana Carvey – Garth Algar(Szikora Róbert)
- Tia Carrere – Cassandra Wong (Xantus Barbara)
- Christopher Walken – Bobby Cahn (Reisenbüchler Sándor)
- Kevin Pollak – Jerry Segel (Rosta Sándor)
- Ralph Brown – Del Preston (Széles László)
- James Hong – Jeff Wong (Botár Endre)
- Kim Basinger – Honey Hornée (Frajt Edit)
- Chris Farley – Milton (Bata János) (kameoszerep)
- Michael A. Nickles – Jim Morrison (Kálid Artúr)
- Larry Sellers – meztelen indián (nem szólal meg)
- Lee Tergesen – Terry (Bor Zoltán)
- Frank DiLeo – Frankie Sharp (Kránitz Lajos)
- Ed O’Neill – Glen (Téri Sándor)
- Scott Coffey – Heavy metal rajongó
- Drew Barrymore – Bjergen Kjergen (Madarász Éva) (kameoszerep)
- Olivia d'Abo – Betty Jo (Kiss Erika)
- Charlton Heston – „Jó színész”
- Jay Leno – önmaga (Várkonyi András)
- Heather Locklear – önmaga
- Ted McGinley – „Mr. Sikoly”
- Tim Meadows – Sammy Davis Jr.
- Bobby Slayton – görögdinnyés fickó (Garai Róbert)
- Harry Shearer – szívdöglesztő Dan (Szerednyey Béla)
- Rip Taylor – önmaga (Pusztai Péter)
- Aerosmith-tagok, Steven Tyler, Joe Perry, Brad Whitford, Tom Hamilton, Joey Kramer – önmaguk (Steven Tyler – Szokol Péter)

## Háttér
Penelope Spheeris rendezte az első filmet, de Mike Myers arra ösztönözte a stúdiót, hogy személyes jellegű konfliktusok miatt más rendezőt keressenek, és a másik ok, ami miatt Sheeris nem kapta meg a rendezés jogát, hogy a film forgatása idején a Beverly Hill-dili című vígjátékon dolgozott. Végül Stephen Surjik mellett döntöttek.

## Filmzene
A film zenéje 1993. december 14-én jelent meg CD-n és magnókazettán.

### Album
1. "Louie, Louie" – Robert Plant
2. "Dude (Looks Like a Lady)" – Aerosmith
3. "Idiot Summer" – Gin Blossoms
4. "Superstar" – 'Superfan'
5. "I Love Rock 'n' Roll" – Joan Jett
6. "Spirit in the Sky" – Norman Greenbaum
7. "Out There" – Dinosaur Jr.
8. "Mary's House" – 4 Non Blondes
9. "Radar Love" – Golden Earring
10. "Can't Get Enough" – Bad Company
11. "Frankenstein" – Edgar Winter
12. "Shut Up and Dance" – Aerosmith
13. "Y.M.C.A." – Village People

### Slágerlista helyezések
| Slágerlist (Chart)                        | Helyezés |
| ----------------------------------------- | -------- |
| Németország (Media Control Top 100 Album) | 83       |
| USA Billboard 200                         | 78       |

## Bevétel
A film elkészítése 40 millió dollárba került, és az USA-ban  48 197 805 dollár bevételre tett szert. Az USA-n kívüli bevétel nem ismert. Az első rész több mint 100 millió dollárt hozott a mozipénztáraknál és ahhoz képest csalódás a második rész bevétele.

## Kritikai visszhang
A kritikákat összegyűjtő Rotten Tomatoes oldalán a Wayne világa 2-t 43 kritikából 26 pozitívan 17 negatívan értékelte.

## Bemutató
- 1993. december 10.  USA
- 1994. május 12.  Magyarország

## Fordítás
- Ez a szócikk részben vagy egészben  a   Wayne's World 2 című angol Wikipédia-szócikk fordításán alapul.  Az eredeti cikk szerkesztőit annak laptörténete sorolja fel. Ez a jelzés csupán a megfogalmazás eredetét és a szerzői jogokat jelzi, nem szolgál a cikkben szereplő információk forrásmegjelöléseként.
- Ez a szócikk részben vagy egészben  a   Wayne's World 2 című spanyol Wikipédia-szócikk fordításán alapul.  Az eredeti cikk szerkesztőit annak laptörténete sorolja fel. Ez a jelzés csupán a megfogalmazás eredetét és a szerzői jogokat jelzi, nem szolgál a cikkben szereplő információk forrásmegjelöléseként.